# Mamberamo Tengah
Mamberamo Tengah ist ein indonesischer Regierungsbezirk (Kabupaten) in der indonesischen Provinz Papua Pegunungan auf der Insel Neuguinea. Stand 2020 leben hier circa 48.000 Menschen. Der Regierungssitz des Kabupaten Mamberamo Tengah ist Kobakma.

## Geographie
| Distrikt Distrik | Dörfer Kampung | Fläche [km²] | Einwohner 2020 | Bevölkerungs- dichte |
| ---------------- | -------------- | ------------ | -------------- | -------------------- |
| Eragayam         | 15             | 616          | 7.784          | 13                   |
| Ilugwa           | 6              | 194          | 13.692         | 70                   |
| Kelila           | 19             | 186          | 12.609         | 67                   |
| Kobakma          | 15             | 680          | 12.735         | 19                   |
| Megambilis       | 4              | 1.420        | 1.526          | 1                    |

Mamberamo Tengah liegt im Norden der Provinz Papua Pegunungan. Es grenzt von Norden nach Süden an die Regierungsbezirke Sarmi, Jayapura (beide Provinz Papua), Yalimo, Jayawijaya, Tolikara und Mamberamo Raya (Provinz Papua). Administrativ unterteilt sich Mamberamo Tengah in 5 Distrikte (Distrik) mit 59 Dörfern (Kampung).

## Einwohner
2020 lebten in Mamberamo Tengah 48.346 Menschen. Die Bevölkerungsdichte beträgt 38 Personen pro Quadratkilometer. 99 Prozent der Einwohner sind Christen, hauptsächlich Protestanten, knapp ein Prozent stellen Muslime dar.